# Noisia
I Noisia (pronunciato /nɔˈɪzi̯ʌ/; il nome è stilizzato come NOISIɅ, che corrisponde, se capovolto, a "VISION", cioè alla parola inglese vision, significante "visione" o "prospettiva") sono un gruppo musicale olandese originario di Groninga, specializzato in musica elettronica e formato dai dj Nik Roos, Martijn van Sonderen e Thijs de Vlieger. I Noisia sono soliti spaziare attraverso vari ed eterogenei generi, in particolar modo drum and bass, house, dubstep e breakbeat.
Il trio possiede tre etichette, denominate rispettivamente "Vision", "Division" e "Invisible Recordings" e ognuna con un'offerta musicale ben precisa: Vision Recordings costituisce l'etichetta principale ed è destinata alle classiche produzioni drum and bass; Division Recordings è nata per le produzioni house e breakbeat e, in generale, per tutte quelle produzioni che non hanno a che vedere con la drum and bass; infine, Invisible Recordings è quella in cui confluiscono le produzioni drum and bass più sperimentali, audaci ed estreme.
I Noisia hanno pubblicato loro brani anche con numerose altre etichette appartenenti a produttori diversi, tra le quali si possono menzionare Owsla (di proprietà di Skrillex), mau5trap (di proprietà di deadmau5) e Roc Nation (di proprietà di Jay-Z); inoltre figurano, anche se sotto lo pseudonimo "Nightwatch" (con cui producono basi e brani ad uso più commerciale e destinati ad un pubblico più ampio e ad un mercato meno di nicchia), tra i collaboratori di musiche e canzoni create con artisti quali Alexis Jordan, Hadouken!, Wiley e Wretch 32.
Infine, alcuni loro brani sono stati scelti e usati anche come colonne sonore di videogiochi, tra cui si possono ricordare Gran Turismo Portable (versione portatile per PSP), che ha come sigla iniziale la traccia Stigma, e DmC Devil May Cry, per il quale i Noisia hanno prodotto la maggior parte della colonna sonora principale (in cui compare, ad esempio, la traccia bonus Lilith's Club).

## Nome
Il gruppo decide di assumere il proprio caratteristico nome d'arte in seguito ad un "incidente": inserendo al contrario in un videoregistratore una videocassetta VHS con sopra scritta la parola "VISION", e vedendo così quest'ultima capovolta e invertita in "NOISIΛ", i tre pensano dunque di adottare tale denominazione come nome ufficiale del trio, semplificandola, quando non stilizzata, in "NOISIA".
Questo aneddoto, raccontato in alcune interviste rilasciate da Nik Roos, esclude l'etimologia popolare, proposta da alcuni fan e diffusa nell'ambiente drum and bass, secondo la quale NOISIA deriverebbe dall'aggettivo inglese noisy, cioè "rumoroso, turbolento", forse in riferimento ad alcune caratteristiche della loro musica.

## Carriera

### Gli inizi
Non esiste una vera e propria data di fondazione del gruppo, il quale, a onor del vero, originariamente era un duo che annoverava soltanto Nik Roos e Thijs de Vlieger, tuttavia gli stessi membri ricordano il 2000 come anno in cui sono iniziati i primi contatti e le prime collaborazioni. Il triennio intercorso tra il 2000 e il 2003 vede Nik e Thijs sperimentare alcuni brani, mentre Martijn van Sonderen, non ancora integrato nel gruppo, continua a studiare musica e si cimenta in alcuni pezzi appartenenti, tuttavia, a generi che non saranno propri dei futuri Noisia, cioè l'hip hop e la musica classica (quest'ultima esplorata in special modo suonando pianoforte).

### 2007-oggi
Il loro remix del singolo Bug Hunt di Skrillex sarà la colonna sonora del film Ralph Spaccatutto del 2012 (curioso notare come Skrillex non abbia pubblicato la versione originale del singolo in questione).
Nell'estate del 2013, insieme ai Foreign Beggars, danno vita al progetto I Am Legion, che darà alla luce l'omonimo EP in esclusiva streaming su Spotify.
Nel 2016, a sei anni di distanza dal grande successo, di pubblico e di critica, di Split the Atom, rilasciano l'album Outer Edges, che riuscirà ad aggiudicarsi anche alcuni premi. In origine doveva essere distribuito online i primi giorni di settembre, ma in seguito ad una pubblicazione non autorizzata di alcune tracce, l'album viene reso disponibile in anticipo sui tempi e viene rilasciato a partire da agosto.
Nell'aprile del 2017 viene realizzato Outer Edges Remixes, una raccolta di remix di brani dell'album originale.

## Discografia

### Album in studio
- 2007 – Tasha Baxter - Colour of Me
- 2008 – FabricLive.40
- 2010 – Split the Atom
- 2013 – I Am Legion (con i Foreign Beggars)
- 2016 – Outer Edges
- 2022 – Closer

### Colonne sonore
- 2013 – DmC: Devil May Cry Soundtrack
- 2020 – Armajet: Original Game Soundtrack

### EP
- 2008 – Collision
- 2012 – Imperial
- 2014 – Purpose
- 2015 – Incessant
- 2015 – Dead Limit feat. The Upbeats